# Aporodes dentifascialis
Aporodes dentifascialis is een vlinder uit de familie van de grasmotten (Crambidae). De wetenschappelijke naam van deze soort is voor het eerst voorgesteld door Hugo Theodor Christoph in een publicatie uit 1887.
De soort komt voor in Azerbeidzjan.